# Slater Martin
Slater Nelson Martin Jr (ur. 22 października 1925 w Elmina, zm. 18 października 2012 w Houston) – amerykański koszykarz, rozgrywający. 5-krotny mistrz NBA, wielokrotny uczestnik spotkań gwiazd, wybierany do drugiego składu najlepszych zawodników ligi, późniejszy trener, członek Koszykarskiej Galerii Sław.

## Osiągnięcia
NCAA
- Uczestnik NCAA Final Four (1947)
- Mistrz sezonu regularnego konferencji Southwest (SWC – 1947)
- Zaliczony do Akademickiej Galerii Sław Koszykówki (2006)[4]

NBA
- 5-krotny mistrz NBA (1950, 1952–1954, 1958)[1]
- 2-krotny wicemistrz NBA (1957, 1960)[1]
- Uczestnik meczu gwiazd:
  - NBA (1953–1959)[5]
  - Legend NBA (1964, 1986)[6]
- 5-krotnie wybierany do II składu NBA (1955–1959)[2]
- Członek Koszykarskiej Galerii Sław (Naismith Memorial Basketball Hall Of Fame - 1982)[3]

Trenerskie
- Trener drużyny Zachodu podczas meczu gwiazd Legend NBA (1989)[6]